# Alexander Terwolbeck
Alexander Terwolbeck (* 5. August 1991) ist ein ehemaliger deutscher Handballspieler.

## Werdegang
Terwolbeck begann 1996 bei der HSG Nordhorn mit dem Handballsport. Als Heranwachsender war er bei Bundesligaspielen der HSG Einlaufkind. Später wurde er in der Geschäftsstelle des Vereins zum Bürokaufmann ausgebildet, ehe er ein Studium für das Lehramt an Berufsschulen in den Fächern Deutsch und Sport aufnahm.
2009 bestritt der 1,83 Meter große Rückraumspieler seinen ersten Bundesligaeinsatz für Nordhorn. Ab der Saison 2009/10 war er mit der Mannschaft in der 2. Bundesliga vertreten. Terwolbeck kehrte 2019 mit der HSG in die Bundesliga zurück und war Kapitän der Aufstiegsmannschaft (das Amt hatte er 2017 übertragen bekommen). 2021 verpasste er mit Nordhorn den Klassenverbleib in der Bundesliga und trat mit dem Verein fortan wieder in der zweithöchsten Spielklasse an.
Während des Spieljahres 2023/24 bestritt Terwolbeck sein 500. Pflichtspiel (1., 2. Bundesliga und DHB-Pokal) und kündigte an, nach dem Auslaufen seines bis Sommer 2024 gültigen Vertrages seine Laufbahn im Leistungshandball zu beenden.